# Elecciones estatales de Tamaulipas de 1989
Las Elecciones estatales de Tamaulipas de 1989 se llevaron a cabo el domingo 26 de noviembre de 1989 y en ellas se renovaron los siguientes cargos de elección popular en el estado mexicano de Tamaulipas:
- 43 ayuntamientos. Compuestos por un presidente municipal y regidores, electos para un período inmediato de 3 años no reelegibles de manera consecutiva.
- 26 diputados al Congreso del Estado. Electos por mayoría relativa de cada uno de los distritos electorales y 7 de representación proporcional.

## Resultados electorales

### Ayuntamientos
| Partido | Partido                                     | Municipios |
| ------- | ------------------------------------------- | ---------- |
|         | Partido Revolucionario Institucional        | 40         |
|         | Partido Acción Nacional                     | 1          |
|         | Partido Auténtico de la Revolución Mexicana | 1          |

| Municipio          | Partido | Alcalde (1990-1992)                |
| ------------------ | ------- | ---------------------------------- |
| Abasolo            |         | Luis Oriviedo Ovalle               |
| Aldama             |         | Desconocido                        |
| Altamira           |         | Juan Genaro de la Portilla Narváez |
| Antiguo Morelos    |         | Máximo Ochoa Barrón                |
| Burgos             |         | Ricardo García Fernández           |
| Bustamante         |         | Desconocido                        |
| Camargo            |         | Desconocido                        |
| Casas              |         | Desconocido                        |
| Ciudad Madero      |         | Benito Ignacio Santa María         |
| Cruillas           |         | Samuel Berlanga García             |
| Gómez Farías       |         | Leoncio Álvarez Mendoza            |
| González           |         | Atilano Almazán Izaguirre          |
| Güémez             |         | Ramón Portes Herrera               |
| Guerrero           |         | José Eloy González Garza           |
| Gustavo Díaz Ordaz |         | Desconocido                        |
| Hidalgo            |         | Rafael Várela Aguilar              |
| Jaumave            |         | Epigmenio Villarreal Valdez        |
| Jiménez            |         | Alejandro Vázquez N.               |
| Llera              |         | Desconocido                        |
| Mainero            |         | Héctor González Rodríguez          |
| Mante              |         | Ubaldo Guzmán Quintero             |
| Matamoros          |         | Jorge Cárdenas González            |
| Méndez             |         | Luciano González Moya              |
| Mier               |         | Jesús H. Hinojosa Vivanco          |
| Miguel Alemán      |         | Manuel Balderas Ramírez            |
| Miquihuana         |         | Margarita Aranda Gómez             |
| Nuevo Laredo       |         | Arturo Cortés Villada              |
| Nuevo Morelos      |         | Miguel Martínez Montoya            |
| Ocampo             |         | Almaquia Murtiz Avalos             |
| Padilla            |         | Gustavo Rivera Carranco            |
| Palmillas          |         | Salvador Estrada Guevara           |
| Reynosa            |         | Ramón Pérez García                 |
| Río Bravo          |         | Jorge Cárdenas Garza               |
| San Carlos         |         | Jaime Ramón Garza Pérez            |
| San Fernando       |         | Manuel de Jesús Garza Covarrubias  |
| San Nicolás        |         | Javier del Castillo Lozoya         |
| Soto la Marina     |         | José Elías Flores Ramírez          |
| Tampico            |         | Álvaro Homero Garza Cantú          |
| Tula               |         | Antonio Maldonado García           |
| Valle Hermoso      |         | Roberto Rodríguez Cavazos          |
| Victoria           |         | Ramón Durón Ruiz                   |
| Villagrán          |         | Artemio Gutiérrez Lumbreras        |
| Xicoténcatl        |         | Margarito Gilonio Vega             |

### Municipios

#### Matamoros
|  | 58.43 % |

|  | 39.27 % |

|  | 1.69 % |

|  | 0.43 % |

|  | 0.09 % |

|  | 0.06 % |

|  | 0.00 % |

|  | 0.00 % |

|  | 100.00 % |

#### El Mante
|  | 48.93 % |

|  | 38.08 % |

|  | 5.16 % |

|  | 4.17 % |

|  | 0.48 % |

|  | 0.20 % |

|  | 0.00 % |

|  | 2.93 % |

|  | 100.00 % |

#### Tampico
|  | 62.97 % |

|  | 15.46 % |

|  | 9.12 % |

|  | 8.95 % |

|  | 1.11 % |

|  | 0.00 % |

|  | 2.37 % |

|  | 0.00 % |

|  | 100.00 % |

### Diputados al Congreso
| Partido                                   | Partido | Mayoría relativa | Proporcional | Total |
| ----------------------------------------- | ------- | ---------------- | ------------ | ----- |
|                                           | PRI     | 18               | 2            | 20    |
|                                           | PARM    | 1                | 2            | 3     |
|                                           | PAN     | 0                | 1            | 1     |
|                                           | PRD     | 0                | 1            | 1     |
|                                           | PFCRN   | 0                | 1            | 1     |
| Fuente: Congreso del Estado de Tamaulipas |         |                  |              |       |